# Mount Pawanputra
Mount Pawanputra ist ein Berg an der Prinzessin-Astrid-Küste des ostantarktischen Königin-Maud-Lands. Er ragt in der Schirmacher-Oase auf.
Indische Wissenschaftler benannten ihn. Der weitere Benennungshintergrund ist nicht überliefert.